# Carterton (Oxfordshire)
Carterton è una cittadina di 18 000 abitanti della contea dell'Oxfordshire, in Inghilterra.
Nel 1944 nacque il calciatore Stan Horne.